# کوبر زیزید
کوبر زیزید (به لاتین: Köbər Zəyzid) یک منطقه مسکونی در جمهوری آذربایجان است که در شهرستان شکی واقع شده است. کوبر زیزید ۹۲۱ نفر جمعیت دارد.